# Kathleen Chalfant
Pour les articles homonymes, voir Chalfant.
Kathleen Chalfant, née le 14 janvier 1945 à San Francisco, est une actrice américaine.

## Filmographie partielle

### Cinéma
- 1984 : Wunderkind (court-métrage) : White
- 1987 : Five Corners : Madame Fitzgerald
- 1989 : Miss Firecracker : Miss Lily
- 1990 : Darkside : Les Contes de la nuit noire : Dean
- 1991 : Jumpin' at the Boneyard : Mère
- 1991 : Out of the Rain : Ruth
- 1991 : Dangerous Music (court-métrage) : Thérapeute
- 1992 : Bob Roberts : Constance Roberts
- 1992 : Fly by Night : Mère de Denise
- 1994 : Junior : Réceptionniste
- 1996 : MURDER and murder : Mildred
- 1997 : David Searching : Grand-mère
- 1998 : Les Derniers Jours du disco : Zenia
- 1998 : Sonia Horowitz, l'insoumise : Mendiante
- 1998 : Side Streets (en) de  Tony Gerber (en) : Nanda
- 1998 : QM, I Think I Call Her QM (court-métrage) : Dr. Ruth Fielding
- 2000 : Company Man : Mère Quimp
- 2000 : Woman Found Dead in Elevator (court-métrage) : La femme
- 2001 : Supertalk (court-métrage)
- 2002 : Book of Kings (court-métrage) : Nina
- 2004 : Dr. Kinsey : Barbara Merkle
- 2004 : The Pornographer: A Love Story : Mère
- 2004 : 2BPerfectlyHonest : La cliente
- 2006 : Lover Other
- 2007 : Dangereuse Séduction : Elizabeth Clayton
- 2007 : The Last New Yorker : Mimi
- 2007 : First Born : Madame Kasperian
- 2008 : Second Guessing Grandma (court-métrage) : Jean
- 2009 : Duplicity : Pam Frailes
- 2012 : Lillian (court-métrage) : Lillian Manning
- 2013 : Isn't It Delicious : Joan Weldon
- 2013 : The Bath (court-métrage) : Liz
- 2013 : A Dream of Flying (court-métrage) : Vieille femme
- 2014 : My America
- 2016 : They Shall Not Perish: The Story of Near East Relief (documentaire) : Mabel Elliot
- 2017 : Ambition's Debt : Devin
- 2017 : Class Rank : Éditrice en chef
- 2017 : In the Studio : Ilene
- 2021 : Old de M. Night Shyamalan : Agnes
- 2024 : À feu doux (Familiar Touch) de Sarah Friedland : Ruth

### Télévision
- 1981 : Jules Feiffer's Hold Me : Femme #2 (Téléfilm)
- 1991 : American Playhouse : Madame Hauser (1 Episode)
- 1992 : La Loi de Los Angeles : Marlene Branson (1 Episode)
- 1994 : La Force du destin : Rae Ella (1 Episode)
- 1996 : New York Undercover (1 Episode)
- 1997 : Spin City : Mère Supérieure (1 Episode)
- 1997-2000 : Prince Street (5 Episodes)
- 1999 : La Tempête du siècle : Joanna Stanhope (Mini-série)
- 2000 : The Beat : Madame Waclawek (1 Episode)
- 2000 : New York, unité spéciale : Madame Nash (saison 2, épisode 6)
- 2001-2004 : Le Protecteur : Laurie Solt (27 Episodes)
- 2001 : New York, section criminelle : Priscilla Van Acker (saison 1, épisode 3)
- 2001 : New York, police judiciaire : avocate de la défense Lisa Cutler (saison 11, épisode 13)
- 2002 : Benjamin Franklin (Mini-série)
- 2002 : Le Projet Laramie : La fermière anonyme (Téléfilm)
- 2002 : A Death in the Family : Tante Hannah (Téléfilm)
- 2002 : Jo (Téléfilm)
- 2003 : New York, police judiciaire : Lisa Cutler (saison 14, épisode 4)
- 2005 : Lackawanna Blues : Madame Carmichael (Téléfilm)
- 2006 : The Book of Daniel : Catherine Webster (4 Episodes)
- 2007 : New York, unité spéciale : juge Cutress (saison 8, épisode 15)
- 2007 : New York, section criminelle : Bessie Holland (saison 6, épisode 20)
- 2009 : Georgia O'Keeffe : Madame Stieglitz (Téléfilm)
- 2009 : Mercy Hospital : Madame Borghouse (1 Episode)
- 2009 : On ne vit qu'une fois : Directrice (1 Episode)
- 2009 : New York, police judiciaire : juge Lisa Cutler (saison 19, épisode 12)
- 2009 : Rescue Me : Les Héros du 11 septembre : Mère de Sean (7 Episodes)
- 2012 : NYC 22 : Ginny Williams (1 Episode)
- 2012 : My America (1 Episode)
- 2013 : Muhammad Ali's Greatest Fight : Ethel Harlan (Téléfilm)
- 2013 : Elementary : Madame Clennon (1 Episode)
- 2013-2016 : House of Cards : Margaret Tilden (5 Episodes)
- 2014 : The Americans : Tante Helen (1 Episode)
- 2014-2015 : New York, unité spéciale : présidente Roberts (saison 16, épisodes 5 et 18)
- 2014 : Forever : Gloria Carlyle (1 Episode)
- 2014 : Good Medicine : Coco LaRue (1 Episode)
- 2014-2015 : The Strain : Grand-mère d'Abraham (2 Episodes)
- 2014-2017 : The Affair : Margaret Butler (13 Episodes)
- 2015-2016 : Madam Secretary : Dean Ward (3 Episodes)
- 2016 : Heartbeat (1 Episode)
- 2017 : Doubt : Affaires douteuses : Margaret Brennan (5 Episodes)

## Voix françaises
- Nicole Favart dans :
  - Le Protecteur (Série TV) (2001-2004)
  - Rescue Me : Les Héros du 11 septembre (Série TV) (2009)
  - House of Cards (Série TV) (2013-2016)
  - The Affair (Série TV) (2014-2019)

- Marie-Martine dans :
  - Sonia Horowitz, l'insoumise (1998)
  - NYC 22 (Série TV) (2012)

- Cathy Cerdà dans :
  - The Strain (2014-2015)
  - High Maintenance (2019)

- Frédérique Cantrel dans :
  - Madam Secretary (Série TV) (2015-2016)
  - New Amsterdam (Série TV) (2019)

- Jocelyne Darche dans La Tempête du siècle (Mini-série) (1999)
- Monique Martial dans Dr Kinsey (2004)
- Perrette Pradier dans Duplicity (2009)
- Marie Colette dans Bull (2022)